# Peter Wellnhofer
Peter Wellnhofer (* 1936 in München) ist ein deutscher Paläontologe. Er gilt als einer der weltweit führenden Fachleute für Flugsaurier (Pterosauria) und den „Urvogel“ Archaeopteryx.

## Leben und Werk
Peter Wellnhofer ist Diplom-Geologe und wurde 1964 an der Münchener Ludwig-Maximilians-Universität zum Dr. rer. nat. promoviert. Anschließend nahm er eine Stelle als Konservator an der Bayerischen Staatssammlung für Paläontologie und Geologie an. Im Rahmen dieser Tätigkeit war er für die Sammlung fossiler Wirbeltiere verantwortlich. Später wurde er Hauptkonservator und stellvertretender Direktor der Staatssammlung. Während dieser Zeit lag der Schwerpunkt von Wellnhofers Forschungstätigkeit auf den Flugsauriern der Jura- und Kreidezeit, dem „Urvogel“ Archaeopteryx sowie den Dinosauriern. Zu seinen Werken gehören neben dem Band Pterosauria, in dem von ihn herausgegebenen Handbuch der Paläoherpetologie/Handbook of paleoherpetology und zahlreichen Fachpublikationen auch eine Reihe für die Allgemeinheit bestimmter Schriften über Flugsaurier und Archaeopteryx.

## Auszeichnungen
1997 wurde Wellnhofer mit dem Werner und Inge Grüter-Preis für Wissenschaftsvermittlung ausgezeichnet.
2018 erhielt Wellnhofer das Bundesverdienstkreuz am Bande.

## Werke (Auswahl)
- Archaeopteryx und Probleme der Evolutionstheorie. Minerva-Publikation, München 1978
- Flugsaurier. Pterosauria. Ziemsen, Lutherstadt Wittenberg 1980
- Solnhofener Plattenkalk. Urvögel und Flugsaurier. Freunde des Museums beim Solenhofer Aktien-Verein, Solnhofen 1983
- Dinosaurier – Tatsachen und Theorien. Stiftung St. Galler Museen, St. Gallen 1991
- The Illustrated Encyclopaedia of Pterosaurs. Salamander Books, London 1991
- Archaeopteryx. Der Urvogel von Solnhofen. Pfeil, München 2008